# Iris Apfel
Iris Apfel (Queens, Nova York, 29 d'agost de 1921 - 1 de març de 2024) fou una empresària americana, dissenyadora d'interiors i icona de moda.

## Biografia
Nascuda com a Iris Barrel a Astoria, Queens, Nova York, Apfel fou l'única filla de Samuel Tonell, la família del qual va posseir una empresa de vidres i miralls, amb la seva dona russa, Sadye, qui tenia una boutique de moda. Tots dos eren jueus.
Va estudiar història de l'art a la Universitat de Nova York i assistí a la Universitat de Wisconsin.

## Carrera
Quan era jove, Apfel va treballar per a Women's Wear Daily i per al dissenyador d'interiors Elinor Johnson. També fou ajudant de l'il·lustrador Robert Goodman.
El 22 de febrer de 1948 es va casar amb Carl Apfel (nascut el 4 d'agost de 1914 – mort l'1 d'agost de 2015). Dos anys més tard van llançar la firma tèxtil Old World Weaves, que es va mantenir fins que es van retirar l'any 1992. De 1950 a 1992, Iris Apfel va participar en diversos projectes de restauració del disseny, incloent feina a la Casa Blanca per a nou presidents: Truman, Eisenhower, Kennedy, Johnson, Nixon, Ford, Carter, Reagan, i Clinton.
A través del seu negoci, la parella va començar a viatjar per tot el món i ella va començar a comprar peces de roba artesanals no occidentals. Va portar aquesta roba als seus clients de l'alta societat.
El  2016 va actuar en un anunci televisiu per a la marca de cotxes francesa DS 3, i era la cara de la marca australiana Blue Illusion. El març de 2016, Apfel va anunciar una col·laboració amb l'empresa tecnològica emergent WiseWear per a crear una línia de joies intel·ligents.

## Llegat

### Retrospectives a museus
El 13 de setembre de 2005, The Costume Institute del Metropolitan Museum of Art de Nova York va estrenar una exposició sobre l'estil d'Iris Apel titulada Rara Avis (Rare Bird) : The Irreverent Iris Apfel. L'èxit de l'exposició, comissariada per Stéphane Houy-Towner, va ipromoure una versió mòbil que va arribar a Norton Museum of Art a West Palm Beach, Florida, The Nassau Country Musuem of Art a Rosyln Harbor, New York, i més tard al Peabody Essex Museum de Salem, Massachusetts.
El Museum of Lifestyle & Fashion History a Boynton Beach, Florida, està dissenyant un edifici que inclourà una galeria dedicada a les peces de roba d'Apfel, els seus accessoris i el mobiliari.

### Funcions acadèmiques
Als 90 anys, l'any 2012, Apfel va ser professora visitant a la Universitat de Texas.
Apfel ofereix conferències sobre estil i altres temes de moda. El 2013 va ser inclosa en una llista de les dones més ben vestides de més de 50 anys (Best-Dressed over 50) a The Guardian.

### Documentals
Apfel és l'estrella d'un documental fet per Albert Maysles titulat Iris. Va ser premiat al Festival de cinema de Nova York l'octubre de 2014, i fou adquirit per Magnolia Pictures per fer una distribució teatral el 2015.
Apfel també aparegué a If You're Not In the Obit, Eat Breakfast, un film televisiu premiat el 2017.

### Premis
Iris Apfel va rebre el premi Women Together Special Award of the Year a la gala del 12th Annual Women Together Fala de les Nacions Unides a Nova York, el 7 de juny de 2016. Joana Caparrós Masip n'és la presidenta i fundadora de Women Together. Iris Apfel ha rebut altres premis, com el de l'actriu de Hollywood Rosario Dayson, de Punta Cana Foundation, de Loewe Foundation, entre d'altres. Iris Apfel va rebre el premi Malu Edwards Hurley, que és un consell d'administració de Women Together i que va ser MC de l'esdeveniment de la gala, juntament amb Carlos Jiménez, representant d'Espanya a la seu de les Nacions Unides a Brussel·les.

## Vida personal
El marit d'Apfel (després de 67 anys de casats), Carl Apfel, va morir l'1 d'agost de 2015, només tres dies després del seu 101è aniversari.